# Misa n.º 5 (Schubert)

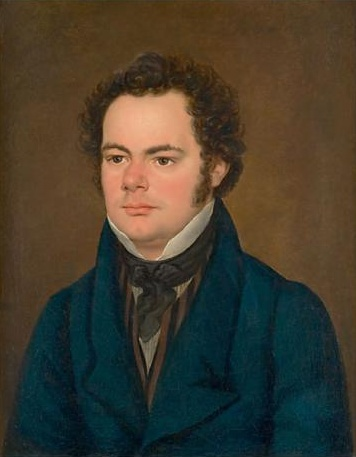
Retrato de Franz Schubert hecho por Franz Eybl (1827)

La misa n.º 5 en la bemol mayor de Franz Schubert, D.678 fue compuesta entre noviembre de 1819 y septiembre de 1822. La obra fue revisada en 1825 para presentarse en la Capilla Imperial. 
Esta quinta misa es una de las más líricas que Schubert escribió, sin que por ello se abandone el carácter religioso. Con esta misa, rompe con la escritura de las cuatro precedentes, escritas con un estilo convencional.
La instrumentación exige cuerdas, una flauta, dos oboes, dos clarinetes, dos fagotes, dos trompas, dos trompetas, tres trombones, timbales, cuatro solistas (SATB) y un coro mixto. Su duración aproximada es de cincuenta minutos.
Cuando escribió esta misa, Schubert tenía 25 años de edad, pero ya tenía en su haber numerosas composiciones y su maestría con la orquestación es evidente. En ese año de 1822, compuso igualmente su Sinfonía n.º 8 «Inacabada», dos Tantum ergo (en do y en re), dos obras para piano (una obertura y una fantasía) así como una veintena de lieder.
Schubert no dijo para quién había escrito esta misa. Parece que no responde a un encargo en concreto. Una vez escrita, Schubert intentó en vano que se ejecutara la misa en la Capilla Imperial: la partitura fue rechazada por Joseph Leopold Eybler, maestro de capilla, quien estimó que, aunque buena, no era del estilo que gustaba al emperador. Más bien parece que el maestro de capilla la encontró demasiado difícil.

## Grabaciones
- Wolfgang Sawallisch (director) / Helen Donath (soprano), Brigitte Fassbaender (mezzosoprano), Francisco Araiza (tenor) y Dietrich Fischer-Dieskau (barítono). Radio de Baviera. Sello discográfico: EMI. Grabación con la Misa n.º 4.
- George Guest (director) / Wendy Easthorne (soprano), Bernadette Greevy (mezzosoprano), Wynford Evans (tenor) y Christopher Keyte (barítono). Coro del St. John's College. Academy of St Martin-in-the-Fields. Sello discográfico: Argo/Decca.